# Palmers (Unternehmen)
Palmers Textil AG mit Sitz in Wien ist ein österreichischer Textilhersteller für Unterwäsche, Dessous, Nachtwäsche und Bademode.

## Geschäftsmodell
Palmers betreibt rund 240 Standorte, 181 davon in Österreich und 25 in Deutschland; diese werden größtenteils in Franchise betrieben.

## Geschichte
Das Unternehmen wurde Anfang 1915 von Ludwig Emil Palmers, geborener Perlhefter (1868–1943), unter dem Firmennamen „Restenkönig“ in Innsbruck gegründet. Ludwig Perlhefter war 1899 zum evangelischen Glauben konvertiert und nannte sich ab 1904 Ludwig Palmers. Zuvor war er im Lederhandel tätig gewesen, der „Restenkönig“ war sein erstes Wäschegeschäft. Bis 1916 entstanden Filialen in Wien, Linz und dann in Salzburg. Am 1. Jänner 1926 wurde die Firma Palmers & Söhne gegründet. Gesellschafter waren neben Ludwig Palmers auch seine Söhne Theodor, Hans Joachim, Walter und Harry Palmers, die schon in der Firma tätig waren.

### Franchise
1936 wurde die erste von einem Franchisenehmer geführte Palmers-Verkaufsstelle eröffnet. Nach dem Anschluss Österreichs an den NS-Staat galt Ludwig Palmers nach den Nürnberger Gesetzen als Jude, die Söhne als „Halbjuden“. Die Filialen wurden Ende März 1938 nichtjüdischen Familienmitgliedern übertragen. Mehrere Söhne flüchteten ins Ausland, Walter Palmers (1903–1983) ließ sich 1943 in eine Rüstungsfirma dienstverpflichten. Sein Vater Ludwig starb 1943 unter ungeklärten Umständen in Dresden. Nach dem Zweiten Weltkrieg startete die Expansion in Österreich mit zunächst 45 Geschäften.

### Palmers-Entführung
1977 ereignete sich die Palmers-Entführung; Walter Palmers wurde nach einer Lösegeldzahlung von 30,5 Millionen Schilling (umgerechnet 2,2 Millionen Euro) wieder freigelassen. Rudolf Humer übernahm 1979 die Firmenleitung von Walter Palmers; unter seiner Führung kam es in den 1980er und 1990er Jahren zu einer Expansion des Unternehmens auch im Ausland.

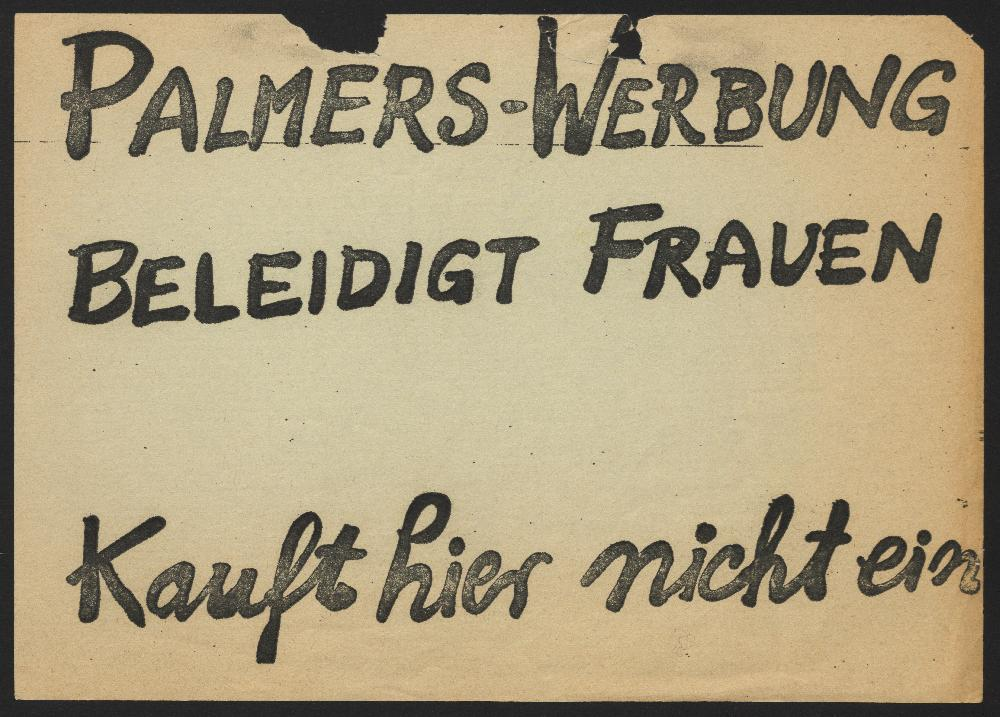
Flugzettel im „Wiener Wäschekrieg“

1981 protestierten Wiener Feministinnen gegen die als sexistisch empfundene Werbekampagne Trau dich von Palmers, entworfen vom Grafiker Christian Satek mit Fotografien von Elfie Semotan. Die Aktivistinnen beklebten Schaufenster von Palmers-Filialen und Werbeplakate mit Flugzetteln mit dem Inhalt „Palmers-Werbung beleidigt Frauen – kauft hier nicht ein“. Die Aktion wurde als „Wiener Wäschekrieg“ bekannt.

### Verkauf, Insolvenz
Im Herbst 2004 wurde die Palmers großteils an die Investoren Quadriga Capital und Lead Equities verkauft. Der Immobilienbesitz der Palmersgruppe wurde von den Aktionären übernommen. Im April 2006 übernahm der Vorarlberger Wäschehersteller Huber Tricot von Palmers die Gazelle-Verkaufsstellen in Österreich und wandelte diese in Huber-Shops um. Die Familien Wieser und Hutman erwarben im Dezember 2015 mit Unterstützung einer österreichischen Investorengruppe das Unternehmen.

Im Februar 2025 stellte das Unternehmen – 110 Jahre nach seiner Gründung – einen Antrag auf ein Sanierungsverfahren mit Eigenverwaltung. Ende Juni 2025 wurde bekannt, dass die dänische Change of Scandinavia 100 % der Anteile an der Palmers Textil AG übernehmen wird.

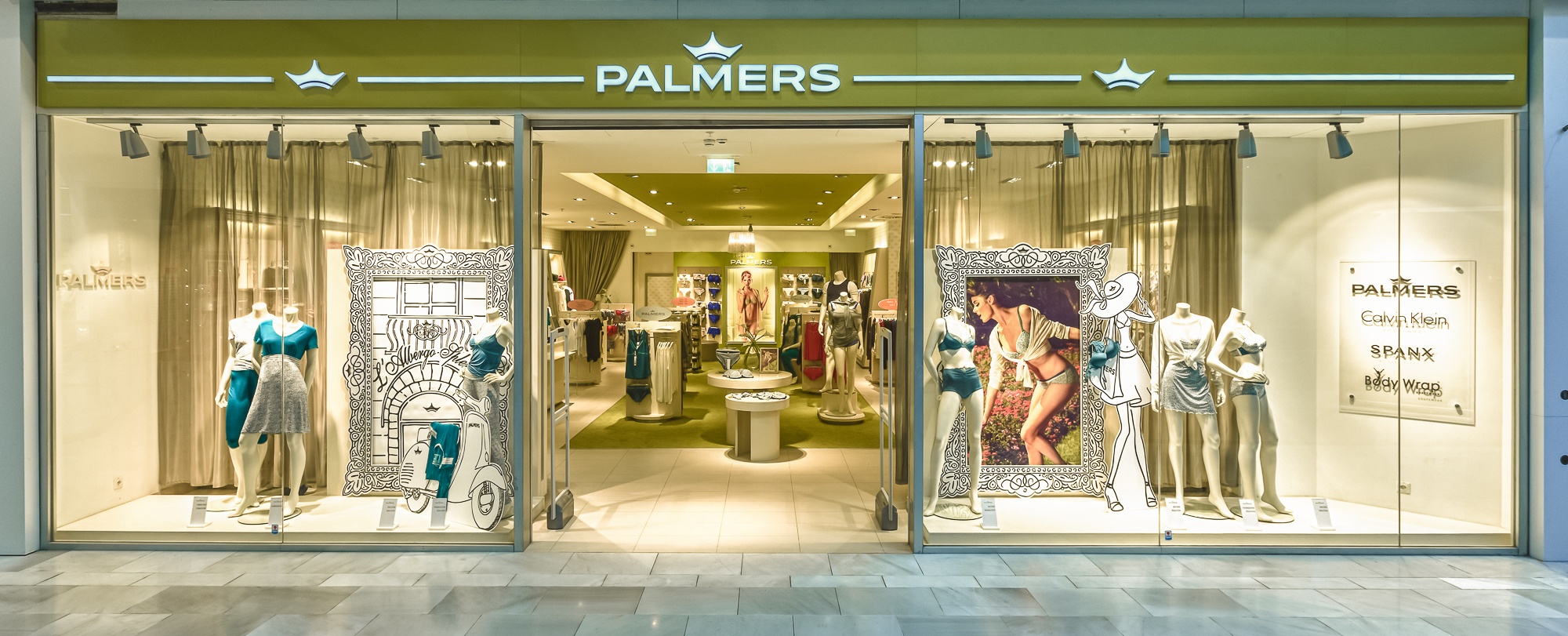
Palmers-Geschäft (2016)

### Masken-Skandal
Im März 2021 wurden Vorwürfe öffentlich, dass bei der Tochterfirma Hygiene Austria hergestellte FFP2-Masken aus China stammen und nicht wie beworben aus Österreich. Palmers verweigerte die Rücknahme der Masken. Im August 2022 wurden Vorwürfe erhoben, Palmers habe im Zusammenhang mit dem Import von 37 Millionen FFP2-Masken aus China „fortgesetzte Steuerhinterziehung in großem Ausmaß unter Verwendung nachgemachter oder verfälschter Belege“ begangen. Mindestens 693.000 Euro an Zoll und Einfuhrumsatzsteuer sollen hinterzogen worden sein; Palmers wies diese Vorwürfe zurück.
Zum Pride Month im Juni 2024 zeigte Palmers Außenwerbung mit Drag Queens.

## Auszeichnungen
- seit 1979 Träger des österreichischen Staatswappens
- 2009 Vienna Fashion Award in der Kategorie Tribute to Fashion and Lifestyle
- 2013 Goldene Werbetrommel für den besten Werbespot 2013
- 2014 Franchise Award als bester Franchise-Geber des Jahres
- 2014 mit dem Gütezeichen als Familienfreundlicher Arbeitgeber ausgezeichnet
- 2015 als Superbrand 2015–2016 ausgezeichnet sowie Gewinner in der Kategorie Wäsche